# Liste des chapelles du Territoire de Belfort
 (novembre 2024).
La liste des chapelles du Territoire de Belfort présente les chapelles de culte catholique situées sur le territoire des communes du départements français de Territoire de Belfort.
Il est fait état des diverses protections dont elles peuvent bénéficier, et notamment les inscriptions et classements au titre des monuments historiques.
Toutes sont situées dans le diocèse de Belfort-Montbéliard.

## Liste
| Chapelle                                                        | Commune                   | Adresse             | Coordonnées                      | Notice         | Protection | Date | Illustration                                                    |
| --------------------------------------------------------------- | ------------------------- | ------------------- | -------------------------------- | -------------- | ---------- | ---- | --------------------------------------------------------------- |
| Chapelle Saint-Antoine de l'hôpital de Belfort                  | Belfort                   | 5 rue Saint-Antoine | 47° 38′ 40″ nord, 6° 51′ 14″ est |                |            | 1899 | Chapelle Saint-Antoine de l'hôpital de Belfort                  |
| Chapelle Saint-François de Belfort                              | Belfort                   |                     | 47° 38′ 01″ nord, 6° 52′ 08″ est |                |            |      | Chapelle Saint-François de Belfort                              |
| Chapelle Notre-Dame de Cravanche                                | Cravanche                 |                     | 47° 39′ 23″ nord, 6° 50′ 12″ est |                |            |      | Image manquante Téléverser                                      |
| Chapelle Notre-Dame-de-la-Sainte-Espérance de Cravanche         | Cravanche                 |                     | 47° 39′ 27″ nord, 6° 50′ 09″ est |                |            |      | Chapelle Notre-Dame-de-la-Sainte-Espérance de Cravanche         |
| Chapelle Sainte-Brigitte-et-Saint-Roch d'Eguenigue              | Eguenigue                 |                     | 47° 40′ 17″ nord, 6° 56′ 03″ est |                |            |      | Chapelle Sainte-Brigitte-et-Saint-Roch d'Eguenigue              |
| Chapelle Notre-Dame-du-Vœu d'Essert                             | Essert                    |                     | 47° 37′ 41″ nord, 6° 49′ 02″ est |                |            |      | Chapelle Notre-Dame-du-Vœu d'Essert                             |
| Chapelle mennonite de Florimont                                 | Florimont                 |                     | 47° 33′ 10″ nord, 7° 03′ 04″ est |                |            |      | Chapelle mennonite de Florimont                                 |
| Chapelle Sainte-Anne de Foussemagne                             | Foussemagne               |                     | 47° 38′ 11″ nord, 7° 00′ 16″ est |                |            |      | Chapelle Sainte-Anne de Foussemagne                             |
| Chapelle Sainte-Véronique de Joncherey                          | Joncherey                 |                     | 47° 31′ 45″ nord, 7° 00′ 22″ est |                |            |      | Chapelle Sainte-Véronique de Joncherey                          |
| Chapelle Sainte-Madeleine de Lamadeleine-Val-des-Anges          | Lamadeleine-Val-des-Anges |                     | 47° 45′ 39″ nord, 6° 54′ 50″ est |                |            |      | Chapelle Sainte-Madeleine de Lamadeleine-Val-des-Anges          |
| Chapelle du prieuré Saint-Benoît de Chauveroche                 | Lepuix                    |                     | 47° 45′ 49″ nord, 6° 48′ 34″ est |                |            |      | Chapelle du prieuré Saint-Benoît de Chauveroche                 |
| Chapelle Saint-Étienne de Méziré                                | Méziré                    |                     | 47° 32′ 13″ nord, 6° 55′ 19″ est |                |            |      | Chapelle Saint-Étienne de Méziré                                |
| Chapelle Saint-Nicolas de Saint-Nicolas (Territoire de Belfort) | Rougemont-le-Château      |                     | 47° 44′ 55″ nord, 6° 56′ 17″ est |                |            |      | Chapelle Saint-Nicolas de Saint-Nicolas (Territoire de Belfort) |
| Chapelle Sainte-Catherine de Rougemont-le-Château               | Rougemont-le-Château      |                     | 47° 45′ 09″ nord, 6° 58′ 07″ est |                |            |      | Chapelle Sainte-Catherine de Rougemont-le-Château               |
| Chapelle du cimetière de Réchésy                                | Réchésy                   |                     | 47° 30′ 33″ nord, 7° 06′ 35″ est | « PA90000001 » | Inscrit MH | 1996 | Chapelle du cimetière de Réchésy                                |
| Chapelle Notre-Dame-du-Val de Saint-Dizier-l'Évêque             | Saint-Dizier-l'Évêque     |                     | 47° 28′ 15″ nord, 6° 58′ 24″ est |                |            |      | Chapelle Notre-Dame-du-Val de Saint-Dizier-l'Évêque             |
| Chapelle Sainte-Amélie de Sevenans                              | Sevenans                  |                     | 47° 35′ 10″ nord, 6° 51′ 53″ est |                |            |      | Chapelle Sainte-Amélie de Sevenans                              |
| Chapelle d'Éloie                                                | Éloie                     |                     | 47° 41′ 26″ nord, 6° 52′ 26″ est |                |            |      | Chapelle d'Éloie                                                |